# Thedas
Il Thedas è un continente immaginario nel quale si svolgono le vicende della serie di Dragon Age. La parola "Thedas" deriva dalla lingua Tevinter e veniva usata per definire le terre che confinavano con l'impero e non ancora conquistate. Dopo la sua caduta, regioni sempre più vaste entrarono a far parte del Thedas, finché la gente non decise di applicare il nome all'intero continente.

## Geografia
Il Thedas è un continente situato nell'emisfero australe, esso confina a est con l'Oceano di Amaranthine, a ovest con la Foresta di Tirashan e le Montagne del Cacciatore, a nord con la Foresta di Donark ed a sud con le distese gelide che si stagliano oltre i Picchi di Gamordan e le Selve Korcari.
Il nord del Thedas comprende i territori delle Anderfels, del Tevinter, di Antiva, di Rivain e le isole di Seheron e Par Vollen sotto il controllo dei Qunari. La parte centrale del continente è costituita invece dalle terre di Orlais, di Nevarra e dei Liberi Confini. Il sud è invece diviso fra il Ferelden e le Valli, attualmente sotto il dominio degli orlesiani.
I fiumi più lunghi del continente sono due: il Minanter che scorre nei Liberi Confini e il Lattenfluss che invece si trova più a nord, nelle Anderfel.

## Nazioni

### Anderfels
Si trova ad ovest del Tevinter e a nord di Orlais, ed è uno dei luoghi più desolati del mondo. Le sue steppe hanno conosciuto l'orrore di ben due Flagelli, e l'unica regione densamente popolata è quella del Merdaine, subito a sud del Lattenfluss, dove sorge sia la fortezza di Weisshaupt, quartier generale dei Custodi Grigi, e sia la gigantesca statua bianca di Andraste. La capitale del regno è Hossberg ma di fatto la monarchia è debole e la popolazione si affida alla saggia guida dei Custodi Grigi, che per i costanti attacchi della Prole Oscura sono presenti in gran numero. Il costante stato di guerra con le creature del Flagello ha temprato il carattere della popolazione, che come risultato ha una lunga tradizione guerriera e una fede ferrea nei confronti del Creatore. 
Le Anderfels a settentrione confinano con la catena montuosa delle Wandering Hills, che dividono la nazione dalla foresta di Donarks e dall'insediamento Qunari Qundalon; a occidente sono bagnate dal Mare dei Vulcani; a meridione la nazione è divisa da Orlais dalle Hunterhorn Mountains; a oriente le Anderfels sono bagnate dal Mare di Colean e sono divise dall'Impero Tevinter dalla catena montuosa delle Terre Alte. La nazione è attraversata dal fiume Lattenfluss.
Le città della nazione di Anderfels sono:
- Hossberg - la capitale attraversata dal Lattenfluss
- Kal Sharok - una delle due città-stato naniche rimaste dopo il crollo dell'Impero Nanico
- Kassel - situata a metà strada tra Hossberg e Tallo
- Laysh - l'unica città delle Anderfels situata sul Mare dei Vulcani
- Nordbotten - situata ai confini settentrionali della pianura chiamata Merdaine
- Sundarin - la città più a settentrione delle Anderfels
- Tallo - situata sulla foce del Lattenfluss
- Tallo's Eye - situata nei pressi di una strana formazione montuosa a forma di occhio
- Weisshaupt - sede della fortezza principale dell'Ordine dei Custodi Grigi

### Antiva
Si trova ad est del Tevinter e a nord dei Liberi Confini. Il paese si affaccia sulla Baia di Rialto e possiede un clima tropicale; è un importante snodo commerciale per il settentrione, cosa che rende Antiva City, la capitale, la città più ricca del mondo. 
Ufficialmente, la linea dei re di Antiva è rimasta intatta per duemila e cinquecento anni, ma la monarchia è molto debole e non ha praticamente nessun esercito. In realtà, Antiva è una plutocrazia: il vero potere è in mano a una dozzina di principi mercanti e alle loro milizie private. Non sono principi nel senso letterale, ma capi di banche, società commerciali e vigneti, ciascuno con un esercito personale, e ciascuno bloccato in una lotta costante contro tutti gli altri.
Un'associazione di pirati Antivani chiamata Felicisima Armada è la principale potenza marittima della regione. Ha acquisito influenza quando i pirati hanno aiutato le forze alleate nelle Sacre Marce contro i Qunari.
Nonostante ciò, Antiva non è mai stata attaccata dalle nazioni vicine; la pace è garantita infatti dalla pessima fama della Casata dei Corvi, la gilda degli assassini più efficiente del mondo e che ha sede proprio in questo regno...quale generale o Re metterebbe a rischio la propria vita per una guerra? I personaggi antiviani parlano con accento spagnolo.
Antiva è bagnata a settentrione dal Venefication Sea; a occidente la catena montuosa dei Cento Pilastri divide la nazione dall'Impero Tevinter; a meridione le grandi pianure chiamate Weyrs e Vallate Verdi dividono Antiva dai Liberi Confini; a oriente la nazione è bagnata dalla Baia di Rialto, che prende il nome proprio da una città antiviana. Nel nord del Paese sono presenti la foresta di Arlathan, la prima patria degli Elfi, e la cima più alta di Antiva, la Guglia Bianca.
Le città della nazione di Antiva sono:
- Antiva City - la capitale del Paese, sede della Casata dei Corvi e la città più ricca del Thedas
- Bastion - la città più a sud e più a ovest dell'intera nazione
- Brynnlaw - situata ai piedi della Guglia Bianca
- Rialto - bagnata dalla baia omonima
- Salle - affacciata sulla baia di Rialto
- Seleny - la città più a est della nazione
- Treviso - situata sulla costa della pianura piovosa delle Drylands

### Ferelden
Trovandosi ad oriente rispetto ad Orlais, il Ferelden è la nazione più orientale del Thedas. La capitale, Denerim, è situata nel nord-est del Paese, attraversata dal fiume Drakon e affacciata sull'Oceano di Amaranthine. A Denerim ha sede il Palazzo Reale, dove alloggiano e governano i discendenti di Calenhad, e il Quartier Generale dell'Ordine dei Custodi Grigi del Ferelden. Su di un'isola situata nell'esteso Lago Calenhad ha sede la Torre del Circolo dei Magi. Il Ferelden è la patria della Profetessa Andraste, le cui Sacre Ceneri sono custodite in un tempio nel piccolo villaggio montano di Haven.
Il Ferelden a nord è bagnato dal Mare del Risveglio, a ovest è diviso da Orlais dalle Montagne Gelide, a est è bagnato dall'Oceano di Amaranthine mentre a sud si estendono le Selve Kocari, abitati dai barbari Chasind oltre alle quali si trovano i Territori Inesplorati. La nazione è attraversata dai fiumi Drakon e ìHafter, che sfociano entrambi presso Denerim. La cima più alta del Ferelden è Picco del Drago, dove è posizionata una vecchia fortezza dei Custodi Grigi. Nell'est del Paese si trova la Foresta di Brecilian.
Le città della nazione del Ferelden sono:
- Alamar - situata su di un'isola antistante a Denerim
- Altura Perenne - situata sulle coste del Mare del Risveglio
- Amaranthine - città da cui prende il nome l'Oceano ad est del Ferelden
- Colli Occidentali - bagnata dal Mare del Risveglio
- Dales End
- Denerim - la capitale e la più grande città del Ferelden
- Gwaren - la città più a sud della nazione, raggiungibile soltanto via mare o attraverso la folta foresta di Brecilian
- Harper's Ford
- Haven - villaggio montano che custodisce l'Urna delle Sacre Ceneri di Andraste
- Honnleath
- Killarney
- Lothering - un piccolo villaggio commerciale
- Orzammar - una città-stato nanica situata sotto le Montagne Gelide
- Ostagar - vecchia fortezza del Tevinter ai confini delle Selve Kocari
- Redcliffe - situata sulle sponde del lago Calenhad e sede di Arle Eamon Guerrin, zio di Re Cailan
- South Reach - situata ai confini della foresta di Brecilian

### Liberi Confini
È il nome che viene utilizzato per indicare la regione del Thedas, a sud di Antiva e ad est di Nevarra, spartita da un insieme di città-stato indipendenti. Non mancano le tensioni e le rivalità tra di esse ma in tempi di grande pericolo, come un Flagello o un'invasione straniera, le città-stato sono state capaci di mettere da parte le loro divergenze e di unire le loro forze. I Liberi Confini sono famosi per il Grande Torneo che si svolge nelle loro terre e che riesce ad avvicinare almeno per una volta tutte le genti del Thedas.
I Liberi Confini a settentrione sono divisi dalle Vallate Verdi e dalle Weyrs da Antiva; a oriente sono divisi dalle Wildervale da Nevarra; a meridione sono bagnati dal Mare del Risveglio; a occidente si affacciano sull'Oceano di Amaranthine. I Liberi Confini sono attraversati dal più grande fiume del Thedas, il Minanter; a sud, la costa è dominata dalla catena montuosa chiamata Vimmark Mountains, su cui si arrampica la Foresta di Planasene.
Le città dei Liberi Confini sono:
- Ansburg - la città più a nord dei Liberi Confini
- Hercinia - bagnata dall'Oceano di Amaranthine
- Kaiten
- Kirkwall - dominata dalle Vimmark Mountains e bagnata dal Mare del Risveglio. Anche nota come la "Città delle Catene"
- Markham - situata ad oriente delle Vimmark Mountains
- Ostwick - porto del sud
- Porto Brullo - situata in una delle anse del Minanter
- Tantervale - situata alle porte dei desertici Campi Silenti
- Wycome - situata alla foce del fiume Minanter

### Nevarra
Si trova a sud del Tevinter, a ovest dei Liberi Confini ed a nord-est di Orlais. Nevarra è celebre per i suoi artisti e scultori ma soprattutto per i suoi cacciatori di draghi che secoli fa portarono all'estinzione queste grandi creature. La parte settentrionale della nazione è occupata da Campi Silenti, dove in tempi antichi si svolse la battaglia finale contro l'Arcidemone Dumat e il Primo Flagello. In origine era una città-stato dei Liberi Confini ma dopo varie campagne di espansione divenne una nazione vera e propria. Nell'87º anno dell'Era Bendedetta (8:87), si scatenò una lunga guerra contro Orlais per il controllo delle miniere vicine alla città di Perendale; il conflitto si risolse con la vittoria nevarriana sebbene in tempi recenti la popolazione di quel territorio sia sempre più insofferente allo spietato governo dei nuovi signori.
A Nevarra è presente un gruppo molto influente di maghi chiamati Mortalitasi.
Nevarra è delimitata a nord dai Campi Silenti, che la dividono dal Tevinter, a ovest dalle Hunterhorn Mountains, a sud dalla pianura chiamata Fields of Ghislain, che la divide da Orlais, a est dalla piana di Windervale.
Le città della nazione di Nevarra sono:
- Andoral's Reach - situato ai piedi dei Colli Maledetti, nei pressi del confine di Orlais
- Caimen Brea - situata ai confini dei Campi Silenti
- Cumberland - l'unica città nevarriana che ha uno sbocco sul Mare del Risveglio
- Hasmal - la città più orientale di Nevarra situata nei pressi di Tantervale
- Hunter Fell - situato sulle rive del Minanter
- Nevarra City - la capitale di Nevarra che sorge sulle sponde del fiume Minanter
- Nessum - situata presso le sorgenti del Minanter
- Perendale - situata sul confine tra Orlais e Nevarra
- Solas - situata sul confine con l'Impero Tevinter
- Trevis - situata tra il Minanter e i Campi Silenti

### Orlais
Si trova a sud delle Anderfels e a sudovest di Nevarra. È attualmente la nazione umana più potente del Thedas, e venne fondato quasi mille anni prima degli eventi di Dragon Age: Origins dall'azione unificatrice di Kordillus Drakon. La capitale è Val Royeaux, che è anche sede della Divina della Chiesa di Andraste, e di una grande Università; il Circolo dei Maghi si trova invece nella città di Montsimmard. Nel paese la terra è tutta di proprietà della nobiltà che deve il suo potere esclusivamente al Creatore, e non al popolo. Orlais durante l'Era Benedetta tentò di conquistare il Ferelden ma le costanti ribellioni della popolazione hanno alla fine costretto le forze imperiali alla ritirata. Gli orlesiani parlano con un marcato accento francese.
Orlais confina a nord con Nevarra, a ovest, invece, si estende la foresta di Tirashan, a sud il Sundered Sea, a est si estendono le Montagne Gelide, che dividono la nazione dal Ferelden, e il Mare del Risveglio. La cima più alta di Orlais è Arl Dumat, un vulcano della catena montuosa chiamata Gamordan Peaks. Ad oriente si estendono le Valli, la seconda patria degli elfi, con Halamshiral. Al centro della nazione si estendono le Nahashin Marches, una regione ricca di laghi tra cui il Lago Celestine. A sud invece è presente una zona vulcanica.
Le città della nazione di Orlais sono:
- Arlesans - situata ai confini con Nevarra
- Churneau - situata ai confini con Nevarra
- Ghislain - situata ai confini con Nevarra
- Halamshiral - ex capitale dello stato elfico delle Valli
- Jader - la città orlesiana più a est
- Lydes - situata nei pressi di Haramshiral e delle Valli
- Mont-de-glace - bagnata dal Sundered Sea
- Montfort - situata ai confini con Nevarra
- Montsimmard - situata nei pressi del Lago Celestine e sede del Circolo dei Magi
- Val Chevin - situata sulla costa del Mare del Risveglio
- Val Firmin - situata nei pressi del Lago Celestine
- Val Foret - situata nei pressi del Lago Celestine
- Val Royeaux - capitale, sede della Chiesa della Divina Andraste
- Verchiel - situata ai confini delle Valli

### Rivain
È una penisola che si trova a nord-est di Antiva e che contorna la Baia di Rialto. Le genti di Rivain sono famose per la loro pelle nera e per il multiculturalismo: essi vivono in armonia sia con gli elfi (nella città di Llomerryn, c'è un accampamento permanente di Elfi Dalish) sia con i Qunari (molto presenti nella città di Kont-aar), nonostante questi ultimi negli ultimi secoli abbiano tentato di conquistare il paese. Rivain è la terra natia di Duncan e di Isabela e secoli prima, nella città di Ayesleigh si svolse la battaglia finale tra gli eserciti degli uomini e il Quarto Flagello.
Rivain è l'unica nazione umana del Thedas a non essere Andrastiana e a non credere nel Creatore. I Rivaini hanno infatti mantenuto la loro antica credenza politeista nell'ordine naturale. La capitale Dairsmuid è l'unico luogo della nazione in cui la Chiesa ha un qualche tipo di influenza. 
Sebbene esistesse un Circolo a Dairsmuid, era semplicemente una facciata per placare la Chiesa. Ai maghi del Circolo era permesso di vedere le loro famiglie e le donne venivano addestrate per essere veggenti. Queste streghe locali conversano con gli spiriti e si lasciano persino possedere a beneficio dei loro villaggi. Quando nel 9:40 Era del Drago la Chiesa scoprì come operava il Circolo di Dairsmuid dichiarò i maghi come apostati e usò il Diritto di Annullamento.
Le città della nazione di Rivain sono:
- Afsaana - situata nei pressi del confine con Antiva
- Ayesleigh - situata nei pressi del confine con Antiva
- Dairsmuid  - la capitale situata nel sud della nazione
- Kont-aar  - un insediamento Qunari
- Llomerryn  - una città-stato situata su di un'isola
- Seere - situata nel nord del Paese

### Seheron
È una grande isola tropicale posta al largo delle coste del Tevinter e che secoli fa venne conquistata dai Qunari; gli elfi tenuti in schiavitù dagli umani vennero liberati ed essi si convertirono al Qun, il credo Qunari, nutrendo il loro odio per la nazione dei loro ex-padroni. Il Tevinter ha tentato più volte di riprendere Seheron, ma senza successo.
Seheron è un'isola bagnata a ovest dal Mare di Colean, a sud dal Mare di Nocen, a nord e a ovest dall'Oceano Boerico.
Le città della nazione di Seheron sono:
- Akhaaz
- Alam - situata nel sud dell'isola
- Ath Velanis - una fortezza in mano all'Impero Tevinter
- Seheron - capitale della nazione e la città più a est del Paese

### Tevinter
Il Tevinter si estende sulle coste del Mare di Nocen ed è diviso a ovest dalle Anderfels dalla catena montuosa delle Terre Alte, a sud da Nevarra dai Campi Silenti e a est da Antiva dalla catena montuosa dei Cento Pilastri. Il Tevinter ha per capitale Minrathous e, sin dai tempi antichi, è una nazione governata da una forte magocrazia, i cui leader sono chiamati Magister che obbediscono solo all'autorità suprema dell'Arconte. L'organo legislativo del Tevinter è il Senato Imperiale. Il Senato è diviso in due case: Il Magisterium è la camera alta, i cui seggi sono divisi tra i Circoli dei Magi, la Chiesa Imperiale e le Grandi Casate, ed è responsabile di fare leggi e scegliere un nuovo Arconte se non c'è un erede approvato. Il Publicanium è la camera bassa ed è considerato un corpo burocratico.
Il Tevinter un tempo era un impero che si estendeva per tutto il continente e che aveva soppiantato i precedenti abitanti di quelle terre: gli elfi. Con l'arrivo del Primo Flagello, che durò quasi due secoli e il successivo attacco dei barbari di Andraste, l'impero perse molte provincie e fu costretto a ritirarsi intorno alle sponde del Mare di Nocen. Successivamente entrò in competizione con l'Impero di Orlais ma con lo scisma della Chiesa di Andraste e le invasioni Qunari, la sua potenza andò gradualmente scemando.
La società del Tevinter è notoriamente decadente, ma è anche molto orgogliosa della sua storia e cultura. Anche se la magia del sangue è ora vietata nell'Impero, i maghi che la praticano sono silenziosamente riconosciuti come i sognatori e gli indovini più abili. 
A causa della sua storia di conquistatori e schiavisti, il ruolo dei magister nell'iniziare i Flagelli e l'attuale scisma con la Chiesa, il Tevinter è la nazione più denigrata e demonizzata del Thedas. È praticamente impossibile trovare scritti del Tevinter al di fuori dei suoi confini che non siano stati pesantemente alterati. Per la maggior parte dei teodosiani è una magocrazia corrotta e degenerata che deve essere temuta fino a quando non può essere convertita. Gli stessi Tevinter vedono il resto del Thedas come selvaggi a malapena civilizzati.
La Chiesa Imperiale è la principale istituzione religiosa del Tevinter. Non riconosce la Divina della Chiesa di Andraste, ma elegge il proprio Divino Imperiale - a volte chiamato il "Divino Nero" dalla Chiesa. Questo "Divino Nero" risiede nella Guglia Argentata a Minrathous. In contrasto con la Chiesa di Andraste, la Chiesa Imperiale è composta da sacerdoti maschi e ha una visione più tollerante dei maghi e della magia.
Le città della nazione di Tevinter sono:
- Asariel - situata sulla costa del Mare di Nocen
- Carastes - situata sulla costa del Mare di Nocen
- Marnus Pell - situata sulla costa del Mare di Nocen
- Marothius - situata sul confine con Antiva
- Minrathous - la capitale situata a nord della nazione
- Neromenian - situata sulla costa del Mare di Nocen
- Perivantium - situata non lontano da Solas, una città di Nevarra
- Qarinus - situata sul confine con Antiva
- Teraevyn
- Vol Dorma - situata non lontano da Weisshaupt, una città delle Anderfels
- Vyrantium - situata sulla costa del Mare di Nocen

## Razze

### Elfi
Inizialmente gli Elfi erano, insieme ai Nani, la popolazione nativa del Thedas. Essi erano immortali e diffusi in molte regioni del continente; il cuore dell'antica civiltà elfica era Arlathan, una florida città costruita al centro di un'antica foresta. Il calendario elfico colloca la fondazione di questa metropoli 8600 anni prima degli eventi di Dragon Age: Origins: la pace e la prosperità si perpetuarono per i successivi 4500 anni, finché gli umani non misero piede sul continente. Essi erano arrivati dal nord, dall'isola di Par Vollen, e subito si dimostrarono esuberanti, impazienti e bellicosi, poco inclini ai riti della diplomazia e della politica elfica, capace di passare decenni a dibattere su una singola questione. Non furono però le spade a spaventare gli Elfi, bensì le malattie che gli uomini portarono da Par Vollen: la popolazione venne decimata ed essi furono costretti ad abbandonare territori sempre più vasti in favore degli invasori. 2000 anni dopo lo sbarco degli umani nel Thedas, gli Elfi erano stati indeboliti ma non sconfitti e Arlathan non era stata ancora violata; tuttavia le tribù degli invasori si erano unite tra loro, fondando una nazione chiamata Tevinter, che ben presto decise di chiudere i conti. Grazie alla loro magia, alle arti oscure ed ai demoni, gli umani si fecero strada fino ad Arlathan, e gli Elfi, anziché combattere fino all'ultimo respiro scelsero di fuggire, ritirandosi all'interno della città. Dopo un lungo assedio, il gioiello della loro civiltà venne fatto sprofondare dai lord magister nelle viscere della terra, segnando  la fine del regno degli Elfi. Dopo la guerra, gli Elfi vennero schiavizzati crudelmente per mille anni dai magister, perdendo la loro longevità e la quasi totalità della loro storia e cultura. Le cose cambiarono con l'arrivo di Andraste, che nella sua guerra contro l'impero promise agli Elfi la libertà ed una terra in cambio del loro aiuto nel conflitto. Terminati gli scontri, nonostante la morte della profetessa, la promessa venne mantenuta e gli Elfi di ogni terra migrarono in massa nelle regioni delle Valli, creando il secondo reame della loro storia. Esso venne distrutto secoli dopo da una Sacra Marcia della Chiesa, che mal vedeva l'adorazione degli Elfi per i Numi, i loro antichi Dei. Costretti ancora una volta a rinunciare alla loro patria, gli Elfi  vennero dispersi in tutto il Thedas, ridotti nella maggior parte dei casi a vivere in povertà in enclavi, trattati come cittadini di seconda classe; alcuni invece, soprattutto i resti della nobiltà delle Valli, rifiutarono di essere soggiogati nuovamente dagli umani e decisero di vivere liberi, fondando le tribù nomadi Dalish, allo scopo di preservare le antiche tradizioni e aspettando l'occasione giusta per riscattare il loro popolo.

### Nani
Prima della nascita della Prole Oscura, i nani erano i signori incontrastati delle viscere della terra: il loro impero sotterraneo già esisteva al tempo dell'antico regno elfico di Arlathan e si estendeva in tutto il Thedas, includendo centinaia e centinaia di thaig (letteralmente "colonie") collegati tra loro da una fitta rete di tunnel che essi chiamavano "Vie Profonde". Dodici di questi thaig erano grandi come metropoli, ed erano sufficientemente potenti e popolosi da poter essere considerati come regni indipendenti: tra di essi si ricordano Hormak, Gundaar, Orzammar, Darmallon e Kal Sharok, l'antica capitale. L'impero cadde in rovina per colpa degli attacchi della Prole Oscura: orde di questi mostri si riversarono nelle Vie Profonde, attaccando e distruggendo sistematicamente tutti i thaig che incontravano. Una speranza venne fornita dal fabbro Caridin, poi nominato Campione, che scoprì il segreto della forgiatura dei Golem; egli fornì alla sua gente una preziosa arma per combattere la Prole Oscura, che per la prima volta da 140 anni persero terreno. Purtroppo, già 6 anni dopo la costruzione del primo guerriero d'acciaio e pietra, Caridin scomparve nel nulla, e con lui, anche la tecnica per costruire i Golem. 250 anni dopo, la situazione era talmente precipitata, che l'Alto Re Threestone, non ricevendo notizie da Kal Sharok e dagli ultimi thaig sopravvissuti, e nella speranza di salvare almeno Orzammar e i suoi thaig, decise di sigillare le più importanti arterie delle Vie Profonde. La civiltà nanica aveva subito un genocidio spaventoso e la sua civiltà è continuamente sul punto di essere cancellata dalla Storia, in quanto, anche nei secoli successivi, non fece altro che perdere terreno e sigillare le gallerie in mano alla Prole Oscura. Gli unici thaig rimasti ancora intatti e abitati dai nani sono tre: Kal Sharok, Orzammar e Kal Hirol (quest'ultimo viene liberato dall'Eroe del Ferelden, protagonista di Dragon Age: Origins).
I nani sono ossessionati da loro smodato senso dell'onore verso se stessi e verso la propria famiglia. Essi non hanno divinità da adorare ma venerano gli antenati e la "Pietra", la terra che li circonda in ogni istante della loro vita: tutti nascono dalla Pietra e tutti vi tornano al momento della morte.
La società nanica è basata su un sistema piramidale di caste: al vertice ci sono il Re e i Nobili, seguiti dai guerrieri, poi dai fabbri, dagli artigiani, dai minatori, dai mercanti e infine dai servitori; la legge inoltre impone che all'interno di una famiglia, le figlie ereditino la casta della madre, mentre i figli quella del padre. I senzacasta e i nani di superficie esulano dal discorso: i primi, sono criminali o discendenti dei criminali, che non hanno né diritti né tutele da parte della legge e la loro vita è meno preziosa di quella dell'ultimo nano servitore del thaig; i secondi sono i nani che vanno a vivere in superficie e che per questo oltraggio vengono privati del loro rango e dei loro titoli.
I nani tuttavia sono grandi estimatori del valore, del coraggio e dell'ingegno. Questi pregi se rendevano un nano protagonista di una grande impresa, potevano permettergli di essere nominato Campione e consentirgli di scalare il sistema delle caste. Diventare Campione vuol dire essere riconosciuto come un antenato vivente; egli viene rispettato come un dio vivente e la sua famiglia e, coloro che sceglie di elevare insieme a lui, diventano i fondatori di una nuova casata nobiliare.

### Qunari
Era il 30º anno dell'Era dell'Acciaio (6:30) quando le prime navi Qunari vennero avvistate per la prima volta al largo della costa di Par Vollen; quelle imbarcazioni erano solo l'avanguardia di un  imponente corpo di spedizione, che avrebbe poi assoggettato l'isola e i suoi abitanti, dando inizio alla Prima Guerra Qunari.
I Qunari, nativi delle isole tropicali dell'Oceano Boerico, erano una razza di giganti dalla pelle bronzea, dai capelli bianchi e dagli occhi con l'iride gialla o color violetto. La stragrande maggioranza di essi era dotata di corna ma alcuni individui ne nascevano sprovvisti e, generalmente, costoro erano tenuti in grande considerazione perché  destinati a compiere imprese ineguagliabili. I qunari erano tecnologicamente più avanzati degli abitanti del Thedas: le mura di cinta delle città di Par Vollen vennero sbriciolate in pochi  minuti a colpi di cannone e i loro eserciti sbaragliati dalla superiorità della armi e delle armature nemiche. La popolazione veniva quindi sistematicamente internata in campi di educazione: o ci si convertiva al Qun, la granitica religione Qunari, o si moriva lentamente in schiavitù, tra atroci sofferenze. Il destino dei regni del Thedas fu fortunatamente diverso da quello di Par Vollen, sebbene almeno inizialmente tutto facesse presagire il peggio. A dodici anni dal loro primo attacco (6:42), i Qunari avevano conquistato gran parte dell'Impero Tevinter, di Rivain e di Antiva e da tempo stavano incalzando i Liberi Confini. Solo una massiccia rivolta nel Tevinter, nel 6:84, permise alle forze degli uomini di ricacciare gli invasori e liberare le terre occupate. Circa 40 anni dopo, nel 7:23, i Qunari tornavano all'attacco, occupando nuovamente il Rivain e Seheron. A quel punto, le forze umane vennero unite, sotto le insigne della Chiesa di Andraste e della Chiesa Imperiale, nelle Sacre Marce, e nuovamente gli invasori furono respinti. Il più grande vantaggio delle truppe della Chiesa, contro i marchingegni qunari, furono gli incantesimi degli maghi dei vari Circoli dei Magi: anche gli invasori avevano al loro seguito dei maghi, ma essi avevano conoscenze rudimentali vista l'incredibile avversione dei qunari nei confronti della magia e pertanto non potevano essere usati in battaglia (i maghi qunari venivano chiamati "Saarebas", letteralmente "cose pericolose", ed erano tenuti al guinzaglio dagli "Arvaarad", ovvero "colui che trattiene il male"). I Qunari che non sono maghi sono denominati "Bas Saarebas". Alla fine dell'Era della Tempesta, e precisamente nel 7:84, i Qunari e gli umani raggiunsero un'intesa e firmarono gli Accordi di pace di Llomerryn, salvo l'Impero Tevinter, che mai accettò la perdita dell'isola di Seheron.
La società qunari è strettamente legata al Qun, un insieme di insegnamenti filosofici, morali e religiosi che governa ogni aspetto della vita degli individui, sia dal punto di vista spirituale che secolare. L'organo di governo di tutto il popolo è il Triumvirato, costituito da tre individui che sono la massima espressione di un pilastro della società: l’Arishok, sempre di sesso maschile, governa i soldati e l'esercito qunari; l’Arigena, sempre femminile, è la guida degli artigiani, dei mercanti e degli agricoltori e in definitiva del settore industriale e produttivo della società; l’Ariqun, o maschile o femminile, invece è a capo del clero e dell'educazione dei bambini. L'Ariqun possiede dei sacerdoti guerrieri ben addestrati denominati Ben-Hassrath che hanno il compito di mantenere la fede del Qun tra i fedeli, inoltre possiede anche il compito di uccidere coloro che hanno tradito il Qun vendendo informazione segrete sui Qunari alle altre razze. I Ben-Hassrath che salgono di rango assumono diversi ruoli, uno di questi è diventare Viddasala, un agente Ben-Hassrath che oltre a compiere i compiti di assassinio svolge la mansione di ricerca, studio e soppressione di forme di magie considerati pericolose. All'interno della società Qunari, coloro che decidono di ripudiare il Qun decidendo di vivere come desiderano loro vengono chiamati Tal-Vashot essi decidendo di ripudiare la loro dottrina possono vivere la loro vita come desiderano, tuttavia sono braccati a vita dai Ben-Hassrath che li puniscono per aver tradito il Qun. I Quanri che non sono nati all'interno del Qun vengono chiamati Vashot. Anche le altre razze presenti nel Thedas: Umani, elfi e nani possono decidere di convertirsi al Qun venendo ben accettati e vengono chiamati Viddathari e come gli altri Qunari possono salire di rango. I Qunari raramente instaurano un rapporto con le altre razze, tuttavia se una persona non Qunari si guadagna la loro fiducia essi chiamano tale persona Kadan, ovvero che si è guadagnato il rispetto e la fiducia dei Qunari.

### Umani
Gli umani sono la razza più numerosa e controversa tra quelle che popolano il Thedas. Essi arrivarono per la prima volta sul continente 4500 anni fa, da Par Vollen, e subito entrarono in contrasto con gli Elfi. Duemila anni dopo le tribù umane vennero unificate nell'Impero Tevinter che nei secoli successivi estese la sua egemonia in ogni angolo del Thedas. Otto secoli dopo la sua fondazione, i lord magister misero in campo un audace esperimento magico con cui speravano di penetrare fisicamente nella mitica Città D'oro dell'Oblio. Le cose non andarono affatto come previsto, e gli stregoni tornarono nel mondo dei vivi sotto forma di Prole Oscura: essi avrebbero poi trovato, nelle viscere della terra, Dumat, il più potente degli Dei-draghi, risvegliandolo dal suo lungo sonno: la creatura, trasformatasi nel primo Arcidemone, radunò in un'orda la Prole Oscura e diede il via al Primo Flagello, attaccando sia l'Impero nanico che la superficie. Ci sarebbero voluti 200 anni per fermare l'esercito invasore, ma alla fine, grazie alla nascita dell'Ordine dei Custodi Grigi, Dumat venne ucciso durante la grande Battaglia dei Campi Silenti e l'orda dispersa ai quattro venti. Il lungo conflitto aveva tuttavia mandato in rovina l'impero: decine di città erano state distrutte o abbandonate, nelle campagne regnava il caos e l'esercito imperiale era ridotto a brandelli. Fu in questo stato di estrema debolezza che una nuova calamità si abbatté sui domini del Tevinter: da sud, dall'altra sponda del Mare del Risveglio, un'imponente armata di barbari aveva lanciato una campagna militare contro le province meridionali dell'impero. L'orda era guidata da un signore della guerra chiamato Maferath e dalla sua consorte, Andraste, che si diceva fosse in contatto con una nuova divinità, chiamata il Creatore. Molti ritennero che il tempismo con cui fu dichiarato guerra al Tevinter, fosse un miracolo opera del nuovo Dio: il primo di molti, visto che diluvi, carestie e malattie contribuirono a fiaccare le difese imperiali. E mentre le spade consegnavano nuove terre agli invasori, le parole di redenzione, amore e misericordia pronunciate da Andraste conquistavano gli animi della popolazione e degli schiavi, che in massa si univano alle file dell'esercito. L'ascesa di Andraste si concluse dinanzi ai cancelli della capitale del Tevinter, Minrathous, quando Maferath, accecato dal rancore e dalla gelosia nei confronti del crescente potere della consorte, decise di barattarla con l'impero in cambio della potestà su tutte le terre a sud del Mare del Risveglio. L'arconte Hessarian, decretò la morte della profetessa, che venne arsa viva su un rogo; tuttavia sebbene ella morì, il suo lascito non andò perduto: le terre liberate del giogo imperiale non tornarono mai più sotto il controllo dei lord magister e diedero vita a nuove nazioni, mentre la fede che aveva trasmesso agli uomini, venne organizzata nel culto della Chiesa di Andraste.
La società umana dal punto di vista secolare, sebbene poco omogenea, per via del diverso sviluppo storico-culturale, ha mantenuto in ogni angolo del Thedas diversi punti in comune. Innanzitutto essa è divisa in classi, al cui vertice c'è però sempre un sovrano e un ristretto gruppo di nobili, che permette il riscatto (più o meno agevolato) delle fasce più umili e l'aspirazione ad una vita più agiata o gloriosa. Tutti gli umani del Thedas hanno preservato la loro avversione nei confronti degli Elfi, trattandoli come cittadini di seconda classe (si passa dall'estremo del Tevinter dove essi vengono ancora ridotti in schiavitù, a quello del Rivain, dove invece essi godono di diritti eguali a quelli degli altri cittadini). Subito dopo gli elfi, sono i maghi a godere del rancore delle genti del Thedas; questo perché la figura del mago è legata irrimediabilmente alla figura tirannica del lord magister, che usava la magia per soggiogare e terrorizzare il suo stesso popolo. Dunque i maghi sono costretti a vivere isolati all'interno di alte torri-fortezza, sorvegliati notte e giorno dallo sguardo attento dei Templari della Chiesa. Essendo stata una donna, la prediletta del Creatore, la condizione del sesso femminile nel Thedas è più o meno felice (a seconda delle regioni): esse possono aspirare a diventare membri del clero, oppure possono gestire attività commerciali, o intraprendere la carriera militare o semplicemente sposarsi e metter su famiglia; le maggiori restrizioni in questo senso si registrano nel Tevinter. 
Dal punto di vista spirituale, la vita dei popoli del Thedas ruota attorno alla fede nel Creatore e nella sua sposa Andraste: le Chiese a loro dedicate, sorgono dal Ferelden fino alle Anderfels, da Orlais fino al Rivain e non esiste sul continente un altro culto capace di attirare una così grande quantità di genti. Questa religione, tuttavia, secoli prima degli eventi di Dragon Age: Origins, si fratturò in due tronconi con differenti dottrine: da una parte c'era la Chiesa di Andraste, con sede a Val Royeaux, e dall'altra c'era la Chiesa Imperiale, con sede a Minrathous, nata in risposta alla crescente insofferenza da parte delle genti del Tevinter alla politica restrittiva che la Chiesa applicava nei confronti dei maghi.

### Prole Oscura
Nessuno sa dire con certezza quando e dove sia nata la Prole Oscura e quale sia la sua vera natura. La Chiesa di Andraste narra che al culmine della gloria e del potere dell'Impero Tevinter, sette lord magister si cimentarono nell'impresa di penetrare fisicamente nella Città d'Oro dell'Oblio. Dopo molti studi, i loro esperimenti andarono a buon fine, ed i maghi riuscirono a mettere piede nell'inaccessibile metropoli, dove era collocato il Trono del Creatore; dopo appena pochi passi, però, gli stregoni vennero fermati dalla divinità in persona, la quale, per il crimine di aver portato il peccato nei cieli, maledisse gli intrusi, distorcendo il loro corpo e avvelenando la loro mente, per poi esiliarli nell'oscurità della terra. Nel tempo, la Corruzione della Prole Oscura si estese e i loro ranghi aumentarono a dismisura, andando a minacciare la superficie durante i Flagelli e guerreggiando con i nani nelle Vie Profonde.

### Demoni
Non sono una razza vera e propria, bensì gli spiriti maligni che, insieme ad altre entità spirituali, popolano l'Oblio, il reame dei sogni. Questi esseri sono considerati dalla Chiesa di Andraste come i primi figli del Creatore, gelosi delle creature viventi e che hanno come unica ambizione quella di diventare come loro; essendo privi di immaginazione, plagiano e creano ciò che vedono del mondo materiale attraverso i loro visitatori addormentati, per effetto di ciò l'Oblio è in continuo mutamento. Sono attirati dai maghi a causa del loro naturale legame con l'Oblio, e cercano sempre di possederne uno, o con la forza o stipulando un patto di qualche tipo; da questa unione nascono gli abomini che, nel corso dei secoli, si sono macchiati in tutto il Thedas dei crimini più ignobili. 
Secondo la classificazione dell'Incantatore Brahm, che considera la porzione di psiche che questi esseri sono soliti attaccare, i demoni sono ripartiti in 5 tipologie:
- Demoni dell'Ira: sono i più deboli, i meno intelligenti, ma anche i più comuni. Possono possedere sia cadaveri (che consumano le loro energie rapidamente, attaccando furiosamente tutto ciò che li circonda) sia alberi (modellandoli anche per decenni per renderli mobili e trasformarli in Silvani) e sia animali e uomini (trasformandoli in licantropi).Quando posseggono un cadavere possono dare origine ad un Revenant.
- Demoni della Fame: sono in grado di assorbire mana e forza vitale dalle loro vittime e possono possedere sia gli esseri viventi, trasformandoli in vampiri, sia i cadaveri, rendendoli non-morti insaziabili che si nutrono dei vivi.
- Demoni della Pigrizia: sono in possesso di una forma di intelligenza e come gli altri demoni possono possedere un cadavere, ma più raramente  prendono il controllo di un vivente. Essi preferiscono, infatti, mantenere la loro forma originaria di Ombra e fluttuare su un terreno di caccia seminando apatia e fatica, attaccando le prede solo quando esse sono ormai inermi.
- Demoni del Desiderio:  sono i più inclini a stringere patti con i mortali. Promettono ricchezze, lussuria, potere e finiscono sempre per ottenere molto più di quel che danno. Sono maestri nell'illusione e nel controllo della mente.
- Demoni della Superbia: Sono i demoni più potenti ed intelligenti dell'Oblio. Sono quelli che cercano più di tutti di soggiogare un mago: se vi riescono, gli abomini che si formano sono da considerare una minaccia per l'intera umanità. Quando questi demoni penetrano nel cadavere di un mago, si genera un Orrore Arcano, capace di animare altri morti e di lanciare incantesimi.
- I Fuochi Fatui sono demoni che hanno perso i loro poteri o perché sono rimasti troppo a lungo senza un ospite o perché sono stati sconfitti. Riescono ad esistere nel piano materiale solo perché rimangono ancorati all'ideale o all'ambizione che li ha portati nel Thedas. Oltre che ad emanare luce non sono capaci di nuocere a nessuno.

In Dragon Age: Inquisition viene aggiunta una nuova categoria di demoni oltre ad altri vari demoni di minor importanza.
- Demoni della Paura: possono avere diverse forme e il loro obiettivo è quello di far riemerge le paure di ogni mortale fino a fallo impazzire completamente fino alla morte. Spesso tali demoni hanno l'aspetto di enormi ragni o ibridi tra umani e ragni. Tali demoni sono molto intelligenti e appena cominciano a perseguitare un mortale essi vedono tutte le loro paure conoscendo a menadito ogni cosa del loro bersaglio.

## Magia

### Il mana
Nel Thedas, la magia è un fenomeno fisico naturale come la gravità o il magnetismo. Alcune persone  nascono con la capacità innata di poter interagire con essa, controllandola e plasmandola secondo il loro volere.
La magia nasce dall'Oblio, il reame dei sogni in cui dimorano gli spiriti e i demoni e che i viventi (ad eccezione dei nani) visitano durante il sonno: tuttavia solo i maghi sono in grado di attingere potere da questo regno. Il mana è ciò che definisce un mago: è la misura della capacità dello stregone di trarre forza dall'Oblio. Essa ha dei limiti ben precisi; così come un uomo non può sollevare un peso al di fuori della sua portata, un mago non può compiere magie che vadano al di là del suo potenziale: in questo caso il mago attingerebbe direttamente alla sua forza vitale con il rischio di ferirsi o addirittura di morire.

### Storia
In tempi antichi, gli individui dotati di poteri magici non erano coscienti del potenziale che albergava in loro; essi ritenevano che il loro particolare talento potesse essere utilizzato in virtù della benevola concessione di uno spirito o di una divinità. Era una magia primitiva, fatta di intuito e di riti plateali quanto inutili. La leggenda narra che il primo mago ad usare in modo più coscienzioso e accorto il suo potenziale fu l'Arconte Thalsian del Tevinter: egli venne istruito nelle arti magiche dal Dio-drago Dumat in persona, che tra l'altro, gli rivelò anche i segreti della magia del sangue. L'impatto di queste scoperte fu devastante: gli stregoni del Tevinter usarono le loro conoscenze per spazzare vie il reame degli Elfi e per soggiogare l'intero continente. Dopo la campagna condotta da Andraste e Maferath, i seguaci del nuovo culto del Creatore, fondarono la Chiesa, che immediatamente impose severe restrizioni a quegli stessi maghi che erano stati l'arma più micidiale nelle mani degli Arconti del Tevinter; di fatto il clero proibì loro di studiare la maggior parte delle arti magiche allora conosciute e lì relegò ad accendere lampade e candele nelle chiese e nelle cattedrali del Thedas. La crescente frustrazione dei maghi, sfociò nella rivolta di Val Royeaux, in cui gli stregoni si serrarono all'interno della cattedrale e spensero la fiamma eterna che ardeva al suo interno. Dopo 21 giorni di trattative, i maghi accettarono di andare in esilio in una fortezza remota, dove avrebbero potuto studiare ogni ramo della magia (tranne quella del sangue) lontano dalla gente e sotto il controllo dei Templari, il braccio armato della Chiesa: nasceva il primo Circolo dei maghi della storia dell'umanità. Da quel giorno, tutti i bambini ed i giovani che avessero poteri magici e che venivano scoperti nella città e nei villaggi, venivano inviati nel Circolo dei Maghi più vicini per essere istruiti e allontanati dalle brame delle genti del Thedas.
Ogni Circolo era guidato da un Primo Incantatore, scelto tra uno degli Incantatori Anziani del circolo stesso. Il titolo di Incantatore veniva concesso ai maghi che dopo una serie d studi s'impegnavano nell'insegnare le arti magiche alle generazioni successive; il rango di mago veniva concesso invece a tutti gli apprendisti che superano la temuta prova segreta del Tormento: si trattava di un viaggio cosciente nell'Oblio (permesso grazie all'ingestione di una speciale pozione) volto a testare la volontà del mago contro le lusinghe e gli inganni dei suoi pericolosi abitanti. Alcuni studenti finivano con il perdersi in questo reame, non risvegliandosi mai più, mentre altri tornavano come Abomini, giustiziati sul posto dai Templari. Per coloro che non volevano affrontare il Tormento, perché troppo impauriti o troppo deboli, c'era il Rito della Calma, una procedura segreta, con cui veniva tagliato il legame tra il mago e l'Oblio. I membri della Calma venivano ridotti ad individui inanimati parlanti, che non sognano, non provano emozioni e non possiedono poteri magici. Tuttavia costoro acquisiscono una capacità di concentrazione inumana che li rendeva abilissimi artigiani. Il loro lavoro era la principale fonte di reddito di ogni Circolo del Thedas.

### I Templari
I Templari, vennero fondati dalla Divina Justinia I e dall'imperatore Drakon in modo da fornire alla chiesa una sua milizia in grado di difendere autonomamente i suoi luoghi di culto. Con la nascita dei Circoli, la missione dei templari venne ripensata, e, al loro addestramento militare e al loro fervore religioso (che sfociava nel fanatismo), venne affiancata la capacità di annullare e resistere agli incantesimi. Tale potere, ideale per tenere a bada i maghi, venne conferito dall'ingestione di piccole e regolari quantità di Lyrium (un minerale con proprietà magiche, molto pericoloso) che però creava in loro una forte dipendenza con effetti devastanti in caso di astinenza (paranoia, ossessioni, demenza ecc). Oltre a controllare i maghi dei circoli, i templari erano continuamente impegnati nel dare la caccia agli Eretici ed ai Maleficarum:
- Gli eretici erano tutti i maghi non soggetti all'autorità di un Circolo (e quindi della Chiesa) o perché fuggiti da uno di essi o perché non vi sono mai entrati. Nel caso questi individui non accettassero di tornare nei Circoli, per loro era prevista la pena capitale o il Rito della Calma.
- I Maleficarum (o Maleficar) erano i maghi che facevano uso delle conoscenze proibite (come la magia del sangue o l'evocazione dei demoni) e che molto spesso diventavano degli Abomini. Per essi c'era solo la morte.

I Templari erano sempre in grado di rintracciare i fuggitivi da un Circolo grazie ai filatteri di sangue; quando un nuovo apprendista veniva condotto al Circolo, subiva subito un prelievo di sangue, che veniva poi successivamente trattato con degli incantamenti in modo da funzionare come una sorta di bussola, capace di localizzare sempre il suo proprietario. Per questo la più grande ambizione degli apostati e dei Maleficar era quella di distruggere il proprio filatterio ed essere liberi dai templari e dalla Chiesa.

### Le cinque scuole
Le arti magiche sono organizzate in cinque scuole, di cui una è stata dichiarata proibita dalla Chiesa:
- Creazione: manipola le energie e la materia, per dare vita a nuove creature, trasformarle o rinvigorirle. È la scuola delle arti curative ed è la più complessa da praticare e studiare.
- Entropia: manipola le forze caotiche dell'Oblio per erodere ed indebolire le forze vitali di altre creature.
- Primordiale: manipola le forze elementali della natura (fuoco, ghiaccio, terra e fulmine) per generare magie di natura offensiva. Non è un caso che venga considerata come la scuola della guerra.
- Spirito: studia le energie invisibili che circondano costantemente qualunque forma di vita, pur essendo al di fuori della natura. È considerata la scuola più esoterica di tutte.
- Magia del Sangue: usa il sangue, e quindi la vita, al posto del mana. Era largamente usata dai maghi del Tevinter che non si facevano scrupoli ad uccidere gli schiavi per lavorare su magie più grandi dei loro poteri. Il sangue permetteva di lacerare il Velo, la barriera che separava il mondo dei vivi dall'Oblio, per evocare demoni e di dominare le menti altrui. Con l'ascesa della Chiesa questi incantesimi vennero vietati. Solo i Maleficar e alcuni eretici si azzardano ad usarla.